# Dominique Ansel
Dominique Ansel (Beauvais, 3 gennaio 1978) è un pasticciere francese, proprietario della pasticceria Dominique Ansel Bakery a New York, negli Stati Uniti.

## Carriera
Ansel dopo essere stato chef pasticciere esecutivo presso il ristorante Daniel, un ristorante francese con due stelle Michelin a New York City. aprì la pasticceria Dominique Ansel Bakery a SoHo. La sua invenzione del Cronut nel 2013 gode di un'ampia eco pubblicitaria, diventando una delle invenzioni migliori dell'anno secondo la rivista Timen after, he created no. A seguire creò altri dolci tra cui: il Cookie Shot, il Frozen S’more, e il Blossoming Hot Chocolate ed altri ancora.
Viene nominato Miglior Chef pasticciere negli Stai Uniti al James Beard Awards nel 2014.
Ad aprile 2015 aprì una seconda attività sempre a New York: la Dominique Ansel Bakery Kitchen.
La sua pasticceria poi apre anche a Londra nel 2016 nel quartiere Belgravia mentre nel 2017 apre una pasticceria e un ristorante a Los Angeles: 189 by Dominique Ansel.
Il riconoscimento World’s 50 Best Restaurants awards  lo nomina miglior pasticciere al mondo nel 2017, diventando il più giovane pasticciere in America a riceverlo.